# Mariana Avitia
Mariana Avitia Martínez (ur. 18 września 1993 w Monterrey) – meksykańska łuczniczka, reprezentująca swój kraj na igrzyskach panamerykańskich oraz igrzyskach olimpijskich.
Zadebiutowała na arenie międzynarodowej podczas igrzysk panamerykańskich w 2007 roku. Wówczas w Rio de Janeiro Meksykanka dotarła do 1/8 finału.
Podczas Igrzysk Olimpijskich w Pekinie w 2008 roku Avitia ukończyła rundę rankingową z wynikiem 641 punktów. Dało jej to 20. miejsce przed pierwszą rundą finałową, w której trafiła na Son Hye-Yong. Meksykanka pokonała rywalkę z Korei Północnej 112-107. W kolejnej rundzie przeciwniczką Avitii była Małgorzata Sobieraj, jednak również ona nie sprostała meksykańskiej łuczniczce (wynik 110-109 dla Avitii). W trzeciej rundzie Meksykanka pokonała Gruzinkę Khatunę Narimanidze 109-108. Dopiero w ćwierćfinale lepsza okazała się rywalka z Korei Północnej, Kwon Un-sil (99-105), która ostatecznie dotarła w Pekinie do meczu o brązowy medal.
W 2010 startowała na igrzyskach olimpijskich młodzieży w Singapurze, na których dotarła do meczu o brązowy medal w rywalizacji indywidualnej. W tym samym roku, w trakcie igrzysk Ameryki Środkowej i Karaibów zdobyła srebro w konkursie indywidualnym z łuku klasycznego, jak również srebro w konkursie drużynowym. Podczas kolejnych igrzysk panamerykaskich w 2011 roku Avitia zdobyła złoto w rywalizacji drużynowej.
Wzięła również udział w igrzyskach olimpijskich w Londynie w 2012 roku. W rundzie kwalifikacyjnej turnieju indywidualnego zajęła 10. miejsce, by później pokonać kolejno Zahrę Dehghan z Iranu, Brytyjkę Naomi Folkard, Dunkę Carinę Christiansen oraz Lee Sung-jin z Korei Południowej. W półfinale uległa jednak swojej rodaczce, Aídzie Román. W meczu o brązowy medal Avitia okazała się lepsza od Khatuny Lorig ze Stanów Zjednoczonych. Avitia brała również udział w występach drużynowych, jednak tam Meksykanki uległy w ćwierćfinale Japonkom.